# 국민대학교
국민대학교(國民大學校, Kookmin University)는 대한민국의 사립 종합대학이다.
1946년 9월 설립되었다. 1971년 정릉캠퍼스가 설립되었다.
1981년 종합대학으로 승격한 국민대학교는 <종합발전 5개년 계획>을 시작으로, 1986년 <10개년 발전계획방안>, 1991년 <발전장기계획안>을 기획함으로써 새로운 발전을 위한 기본틀을 마련하였다. 이를 기반으로 국민대학교는 내실있는 대학으로 만들기 위해 사범대학과 임업대학을 신설하여 단과대학을 늘려 규모를 키워나가는 한편, 교육대학원을 시작으로 특수대학원을 신설, 운영하며 교육 기능의 질을 넓혀 나갔다. 2031년 착공 예정인 '국민대학교 대구혁신캠퍼스(개발 확정)'이 있다.

## 연혁
1946년 9월 1일 서울 창성동에서 학위 인가를 받지 못한 국민대학관으로 설립하여 개교하였다. 1948년 8월 10일 국민대학(國民大學)으로 승격했으며, 신익희 선생이 초대학장에 취임함으로써 대학으로서의 면모를 갖추게 되었다.
신익희 사후 1959년 10월 쌍용그룹의 창업자인 실업가 성곡 김성곤이 국민학원을 인수하였으며, 1971년 9월 지금의 정릉동으로 이전하였다. 1981년 종합대학으로 개편되었다.
2014년 6월 교육부의 고교교육 정상화 기여대학 지원사업에 선정되었다.
2015년 교육부에서 실시한 대학구조개혁평가에서 A등급 대학으로 판정되었다.
2016년 4월 교육부와 미래창조과학부(현 과학기술정보통신부)의 SW중심대학 사업에 선정되었다.
2017년 4월 교육부와 한국연구재단의 사회맞춤형 산학협력선도대학(LINC+) 육성사업에 선정되었다.
2018년 3월 교육부의 4차산업혁명 혁신선도대학 사업에 선정되었다.
2018년 4월 산업계관점 대학평가 '전자반도체'산업 분야 최우수 대학 선정
2018년 8월 교육부의 대학혁신지원사업 시범(PILOT)운영 사업에 선정되었다.
2018년 8월 교육부의 대학기본역량진단에서 자율개선대학으로 선정되었다.
2021년 5월 교육부의 '디지털 신기술 인재양성 혁신공유대학' 미래자동차 분야에 선정되었다.
2021년 10월 교육부의  소프트웨어학부, 전자공학부 2021 산업계 관점 대학평가 최우수 대학에 선정되었다.
2022년 2월 통일교육선도대학 사업에 선정되었다.
2022년 5월 과학기술정보통신부/정보통신기획평가원 SW중심대학 사업에 선정되었다.
2022년 5월 교육부 3단계 산학연협력 선도대학 육성사업에 선정되었다.

## 기능과 역할
국민대학교는 다가올 통일 시대를 대비하기 위한 서울통일교육센터로 지정(2016년 3월)되어 일반인 및 학생들의 통일의식을 고취하고 이념과 진영을 뛰어넘어 범국가적 공동체 의식을 함양하는데 큰 역할을 수행하고 있다. 특히, 4차 산업혁명 시대를 맞이하여 인문·기술·예술을 융합하고 창의성을 높이기 위해 전달식 강의가 아닌, 현장 중심의 체험 교육을 통해 학생들의 실무 능력을 배양하는 데 주력하고 있다. 이러한 노력의 결과 디자인, 자동차 분야에 있어서 이미 국내 대학 최고 수준을 인정받고 있으며 소프트웨어 교육분야에서도 우수한 성과를 나타내고 있다. 특히, 공업디자인학과에서 개발한 높이 5.3미터의 3D 프린터는 국내뿐만 아니라 세계에서도 그 기술력을 인정받고 있다.
또한 산학연 연계를 통한 기업과의 상생을 도모하며 기술이전수입료 분야 전국 대학 1위(2019년 기준)를 기록하는 등 괄목할 성장을 거듭하고 있다. 창업 분야에서는 대학이 보유한 연구성과와 원천기술을 직접 사업화해 청년 일자리를 창출하는 창업 플랫폼 ㈜국민대학교기술지주를 만들었다. 지주 설립 2년 만에 10여개의 자회사를 만들어 보육하고 있다. 대다수의 대학기술지주회사가 경영 상의 어려움을 겪고 있음에도 불구하고 ㈜국민대학교기술지주는 설립된 지 불과 2년 만에 흑자 전환에 성공하기도 했다.
4차 산업혁명 시대를 대비한 유망산업 분야에 대한 투자도 활발하다. 2020년 국민대는 서울시가 양재 R&D혁신지구 일대를 AI 인재와 기업이 밀집한 인공지능 특화거점으로 조성하기 위해 설립한 ‘AI 양재 허브’의 운영기관으로 선정되었다. 이를 통해 AI 전문인재 양성을 위한 AI컬리지 운영 뿐만 아니라 잠재력 있는 AI 스타트업들이 커나갈 수 있도록 창업보육과 투자에 적극 노력하고 있다.
2021년 5월에는 교육부가 공모한 대학혁신지원사업 및 미래 한국의 성장동력과 일자리를 창출하기 위한 한국판 뉴딜사업인『디지털 신기술 인재양성 혁신공유대학』사업에‘미래자동차’분야에 주관대학으로 선정되었다. 이를 통해 명실공히 자동차 분야 국내 최고수준의 대학임을 다시 한번 입증되었으며 4차 산업혁명 시대를 맞아 더 큰 도약을 이루어낼 수 있는 잠재력을 가진 대학으로 인정받고 있다.
국제교류에 있어서는 오래곤대학교(University of Oregon), 호주 선샤인코스트대학교(University of the Sunshine Coast), 영국 셰필드할람대학교(Sheffield Hallam University) 등 세계 61개국 492개 대학과 자매대학 협정을 맺고 교환학생제(플로리다대학교ㆍ선샤인코스트대학교), 복수학위제(오래곤대학교ㆍ선샤인코스트대학교), 어학연수, 해외 인턴십, 해외문화 탐방, 교환교수제, 학술교류 등을 시행하고 있다.
60여 개 동아리가 활동하고 있고 서울시내 유일한 체육대학으로 운동부로는 유도부를 운영하고 있다. 매년 5월에 북악축전, 10월에 북악제전을 열고 있고,1948년 창간된 『국민대학학보』의 제호를 『국민대학보』로 변경하여 주간으로 발행하고 있다.

## 역대 총장

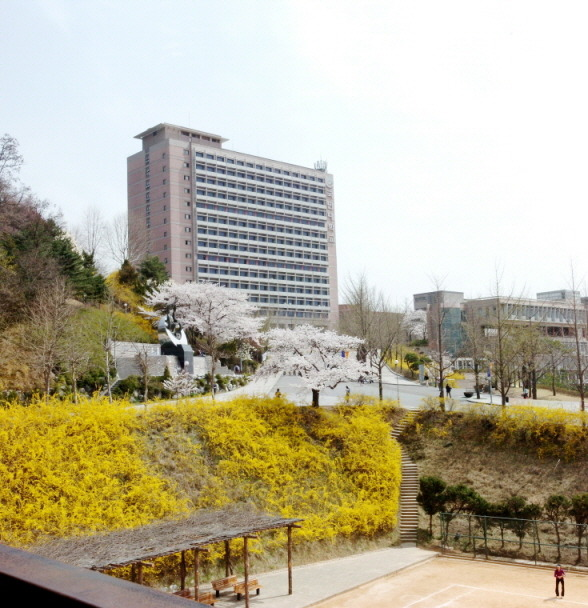
국민대학교

| - 국민대학 학장 - 제1대 학장 신익희 - 제2대 학장 박이순 - 제3대 학장 채상훈 - 제4대 학장 최문경 - 제5대 학장 강병두 - 제6대 학장 김세완 - 제7대 학장 이종항 - 제8대 학장 이기영 - 제9대 학장 이규석 - 제10대 학장 정범석 | - 국민대학교 총장 - 제1대 정범석 - 제2대 이재철 - 제3대 정일영 - 제4대 이규석 - 제5대~제6대 현승일 - 제7대 정성진 - 제8대 김문환 - 제9대 이성우 - 제10대~제11대 유지수 - 제12대 (2019년 ~ 2023년) 임홍재 - 제13대 정승렬 |  |

## 북악 캠퍼스[1]
북악 캠퍼스는 서울특별시 성북구 정릉로 77에 위치한 국민대학교의 제 1캠퍼스이다. 창성동 캠퍼스의 협소함으로 학교법인 국민학원은 1965년부터 교지 매입에 나서 1968년 6월 제1호관(현 본부관) 교사를 기공하였고, 2년 3여개월만인 1971년 9월 총 1,501평의 철근 콘크리트 5층의 현대식 건물을 준공하였다. 또한 같은 날 당시로선 초고층인 15층의 제2호관(현 북악관)을 기공했다. 이어 1971년 9월 초순 창성동에서 정릉동으로 캠퍼스를 이전함으로써 북악 캠퍼스 시대가 열리게 되었다. 현재 224,137 평방미터 부지에 23개의 건물이 자리잡고 있다.

### 본부관
총장실을 비롯한 대학 업무를 총괄하는 주요 본부 부서들이 있다.

### 북악관
글로벌인문·지역대학, 사회과학대학, 교양 과목, 교육대학원 강의실이 있다.

### 조형관
조형대학, 테크노디자인전문대학원, 디자인대학원이 있다.

### 법학관
법과대학, 법무대학원, 법률상담센터가 있다

### 국제관
외국인 학생들이 수업듣는 공간이다

### 경상관
경상대학 강의실과 연구실이 있다

### 경영관
경영대학, 경영대학원, 그리고 공연장인 콘서트홀 등이 있다.

### 형설관
영상디자인학과와 자동차·운송디자인학과가 있다.

### 체육관
농구, 배구, 족구, 배드민턴을 할 수 있는 실내경기장이 있으며, 약 1,200석 정도의 인원이 관람 가능하다.

### 과학관
과학기술대학이 있다.

### 예술관
예술대학, 종합예술대학원이 있다.

### 미래관
소프트웨어융합대학, 체육대학, 스포츠산업대학원, 전자공학부, 과학기술대학의 산림환경시스템학과와 임산생명공학과가 있다.
(7호관이었던 명칭을 2020년 미래관으로 개정했다.)

### 종합복지관
건축대학과 평생교육원, 학생자치기구, 편의시설 등이 있다

### 공학관
신·구관과 별관으로 나뉘며, 창의공과대학, 자동차융합대학, 자동차공학전문대학원이 있다

### 콘서바토리관
복지관 내에 있으며 학점은행 과정(평생교육원)의 공연실, 실기실, 합주실, 미디실, 레슨실, 연습실, 녹음스튜디오 등의 실기실이 있다.

### 대운동장
2009년 9월 국민체육진흥공단의 지원으로 인조잔디를 준공하였다.

## 부속시설

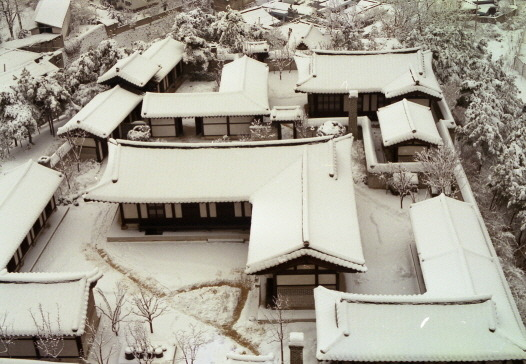
명원민속관

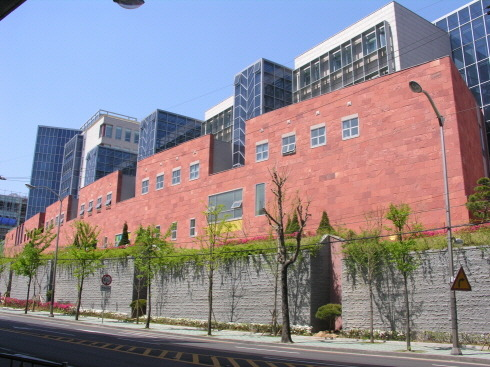
7호관

### 성곡도서관
1946년 12월 개교와 함께 '국민대학 도서관'으로 발족하였고, 이어 1971년 현재의 서울특별시 성북구 정릉동 교사로 이전되면서 도서관으로 승격되었다. 현재의 건물은 국민대학교 설립 당시 재단이 없어 겪고 있던 재정난을 인수를 통해 혁신적인 발전까지 이룩하는데 도움을 주신 쌍용그룹의 창업자인 성곡 김성곤의 호를 따서 '성곡도서관'이라 명명되어 1993년 3월 개관하였다. 장서량은 분관인 법학도서관, 디자인도서관을 포함해 2010년 현재 모두 1,013,586권이다.

### 명원민속관
본래 조선 말기 참정대신이자, 대한제국의 초대 내각총리대신이었던 한규설의 자택이었다. 1892년경에 지어졌으며 원래 소재지는 서울시 중구 장교동이었지만 도시 개발 계획에 철거 위기에 놓이게 되자, 김성곤의 아내인 김미희가 현재의 국민대학교 위치에 이 저택을 옮겼다. 서울시민속자료 제 7호로 지정되어 있다.

### 기숙사
2003년에 처음 지어진 교내기숙사가 지어진 이후로 2011년에 교내 기숙사 C,D동이 층축 되었고 2013년에는 길음, 노원, 태릉 기숙사가 2015년에는 정릉 기숙사, 2016년에 제 2정릉 기숙사가 연달아 개관하였다. 2016년에는 사정상 사라진 기숙사를 제외하면 교내, 정릉, 제2정릉, 길음 기숙사를 운영중이며, 전체 기숙사에 수용하고 있는 인원은 1,753명이다.
- 교내 기숙사는 가장 가까운 학교 건물과는 도보로 2분 거리일 정도로 가깝다. 공강시간과 아침시간의 활용에 있어서 어느 기숙사보다도 큰 장점을 갖고 있다. 수용인원은 1,016명이다. 만 이루어져있어 4명의 학생이 여유롭게 사용하기엔 매우 협소한 구조로 이루어져있다. 식당, 휴게실, 체력단련실등 많은 편의시설이 갖추고 있다.

- 제 2정릉 기숙사는 수용인원은 196명이다.

- 길음 기숙사는 4호선 길음역 8번출구에서 도보 5분거리에 위치해 있는 기숙사이다. 2인실부터 3인실 4인실로 취사는 불가능하다. 국민대학교와는 다소 거리가 있지만 셔틀버스의 운행으로 접근이 용이하다. 수용인원은 297명이다. 길음 뉴타운이 근접해 있어 도보 10분거리에 다양한 음식점과 편의시설들이 주변에 위치해 있다. 2인실, 3인실, 4인실로 다양한 구성되어 있고 기숙사 건물이 높은 지대에 위치해 있는 만큼 탁트인 시야를 확보할 수 있다. 4인실은 교내 기숙사보다는 넓찍한 공간으로 학생들끼리 개인적인 자유로운 생활이 가능하다. 공과금이 별도로 측정되지 않는다.

## 주요 학내 단체
- 국민대신문 : 《국민대신문》은 현재 반월간으로 발행되며, 1948년 12월 18일에 국민대학보(國民大學報)로 창간되어 3호까지 발간 후 정간했다가 1959년 7월에 국민대학월보(國民大月報)로 명칭을 바꾸어 복간, 29호까지 발간되었다. 그 후 1962년 5월에 국민대학보로 제호를 환원하여 2003년 1월까지 발행되었다. 이어 2003년 3월에 현재의 이름으로 제호를 바꾸었다. 2012년 1월 1일 신년호부터 국민대신문의 판형을 학내 구성원의 여론을 수렴하여 기존 대판에서 베를리너판으로 지면의 크기를 변경하고 제호 디자인도 현대 감각에 맞게 새로이 제작하였다. 국민대신문은 정확성·공정성·창의성을 바탕으로 본교 공동체의 원활한 의사소통과 대외홍보, 바람직한 대학문화의 창달, 그리고 학술·언론문화의 창달을 그 목적으로 하고 있다. 현재 취재부, 사회부, 문화부로 구성돼 있는 국민대신문은 창간 이래 60여 년 동안 국민대학교의 역사를 기록해 오고 있다. 한편 정기적인 신문 발간 이외에도 1976년에는 자체적인 문학상인 국민문학상을 제정하여 시상하기 시작, 1979년에 북악문화상(北岳文化賞)으로 개칭 및 시상범위를 확대하여 매년 문학·학술 분야에 걸친 현상 공모를 하고 있다.

- 국민리뷰(The Kookmin Review) : 《국민리뷰》는 1975년 3월 15일 《국민타임스(The Kookmin Times)》를 제호로 창간된 영자신문을 모체로 한다. 현대적인 감각을 살리기 위하여 1976년 9월호(제12호)부터 제호를 《국민타임스헤럴드(The Kookmin Times Herald)》로 변경하였고, 1980년 5월 19일 계엄 확대에 따른 휴교 조치에 즈음하여 제호를 《국민트리뷴(The Kookmin Tribune)》으로 변경하였다. 1987년부터는 신문의 판형을 기존의 타블로이드판에서 스탠더드판으로 바꾸면서 지면의 크기가 확대됐다. 그 후 1993년 8월부터 슈퍼 타블로이드판으로 판형을 바꿔 발행했다. 1995년 3월호(제145호)부터 발행을 월간에서 계간으로 바꾸고, 판형도 슈퍼 타블로이드판에서 32쪽 매거진판으로, 제호를 오늘날의 《국민리뷰(The Kookmin Review)》로 바꾸고 전체 36쪽의 잡지를 연간 4회, 호당 5천 부씩 2002년 6월(164호)까지 발간하였다. 2002년 10월(165호)부터는 판형을 슈퍼 타블로이드판으로 변경하여 한 학기에 3회 발행하고 있다. 페이스북 페이지는 facebook.com/thekookminreview이며 블로그 주소는 kmreview.egloos.com이다.

- 북악방송국(BBS; Bukak Broadcasting Service) : 정의와 진리를 추구하는 사명을 목표로 두고 있는 《북악방송국》은 대학 생활을 조화롭고 윤택하게 하여 정서 함양에 이바지하고, 긴급을 요하는 중요 사항이나 공지 사항을 학내 구성원에게 방송을 통하여 전달하는 임무가 있으며 방송을 통한 학생들의 복지 증진과 순수한 대학 문화 창달에 그 목적을 두고 있다. 1973년 4월에 발족하였으며 1976년 3월 방송국의 직제 개편으로 호출부호 《KUBS》를 《BBS(Bukak Broadcasting Service)》로 개칭하였다. 1975년 5월 방송국 출력을 300w, 1978년 9월 1kw로 증설하였다. 1984년 9월에는 대담용 고성능 기재 등을 도입 보강하였고 완전방음 스튜디오 및 네트워크를 신설하였다. 이어 1993년 6월 방송국 출력을 1.5kw로 늘리는 등의 기술적 개선을 이뤄냈다. 2002년에는 교내 네트워크 설비를 교체하고, 방송기기도 새로이 구입하여 교내 전역에 양질의 방송을 할 수 있는 시스템을 구축하였다. 2013년 3월 2일 현재 방송 시간은 월요일부터 금요일까지 아침 방송(오전 8시20분~8시50분), 낮 방송(오후 12시10분~12시50분), 저녁 방송(오후 5시20분~5시50분)으로 하루 세 차례에 걸쳐 100분간 교내 스피커를 통하여 정규방송을 하고 있다. 2015년부터 영상 방송을 실시하고 있다. 또한, 2015년 2학기부터 최초로 학교 내에 설치된 TV를 통해 영상방송을 송출하고 있으며, 뉴스, 예능 포맷 등 다채로운 프로그램을 보여주고 있다.

- 국민저널(The Kookmin Journal) : 《국민저널》은 국민대신문사와 북악방송국에서 해직 또는 면직된 기자들을 중심으로 하여 2012년 9월 12일 창간한 학생 자치 언론이다. 학교 본부로부터 재정적 지원을 받고 주간교수가 존재하는 신문방송사와 달리 학생들이 독자적으로 편집권을 행사하며, 재정 운용·기획·취재·기사 교정·인쇄 감독·배포·홍보 등 운영의 전(全) 과정을 직접 담당한다. 초창기 타블로이드판 단색 8면으로 발행하다가 2013년 3월부터 타블로이드판 단색 16면 형태로 발행하고 있다. 온라인을 기반으로 하여 평시 사안별, 이슈별 기사를 생산하며 심층 보도 기사, 분석 기사를 추려 학기 중 매월 말(1년에 약 8회) 인쇄 신문을 발행한다. 2013년 6월 현재 《국민저널》제작위원회 휘하에 편집국과 운영국으로 나뉘어 총원 10명의 구성원이 활동하고 있다. 2013년 2월 5일 대학언론의 단결과 발전에 공헌한 노력을 인정받아 제4회 《시사iN》 대학기자상 특별상[4] 부문을 수상했다. 이어 2014년 1월 6일 《국민저널》 박동우 취재부장이 ‘예술대 지 아무개 교수 비리 추적 연속 보도’로 제5회 《시사iN》 대학기자상 학내취재보도상을 수상했다.

## 협정대학

### 협정대학 개요
2015년 현재 51개국 357개 학교와 협정을 맺고있다. 학교명등 기타 자세한 교류내용은 국민대학교 국제 교류팀 사이트를 참조.
| - 미국 31개교 - 중화인민공화국 32개교 - 일본 12개교 - 러시아 9개교 - 오스트레일리아 4개교 - 벨라루스 1개교 - 캄보디아 1개교 | - 몽골 3개교 - 핀란드 1개교 - 쿠웨이트 1개교 - 카자흐스탄 1개교 - 캐나다 2개교 - 프랑스 1개교 - 인도 4개교 | - 독일 1개교 - 영국 7개교 - 이탈리아 2개교 - 캐나다 2개교 - 인도네시아 2개교 - 아일랜드 2개교 - 싱가포르 1개교 | - 브라질 1개교 - 스웨덴 2개교 - 중화민국 3개교 - 태국 1개교 - 베트남 9개교 |  |

### 복수학위 프로그램
미국의 오리건 대학교(University of Oregon)와 호주 선샤인 코스트 대학(University of Sunshine Coast)과 복수학위 과정을 실시하고 있으며, 전자정보통신대학에서는 미국 일리노이 공과대학교(Illinois Institute of Technology), 행정정책학부에서는 미국 미주리대학교 세인트루이스캠퍼스(University of Missouri, St Louis)로의 복수학위 과정을 실시하고 있다.

## 에피소드

### 오자와 이치로 강연
2009년 12월 12일 오자와 이치로 일본 민주당 간사장은 국민대학교를 방문하여 ‘새로운 한·일 관계와 그 역할을 담당할 지도자 육성’이란 주제로 강연을 하였다. 이는, 일본의 정치가가 대한민국의 대학에서 처음 강연을 한 것으로,
2시간에 걸쳐 진행되었다. 오자와 이치로의 개인적인 이야기와 미래설계에 대한 이야기를 하였다.

### 박사학위 논문 표절 사건
2021년 7월 6일, 김건희가 2008년 국민대에 제출한  박사과정 시절 작성한 논문들에 대해 표절 의혹이 제기됐다.
- 김명신. (2007). <온라인 쇼핑몰 소비자들의 구매 시 e-Satisfaction에 영향을 미치는 요인 대한 연구>, 한국디자인포럼, 16, 93-101. RISS 링크1

- 김명신, 전승규. (2007). <온라인 운세 콘텐츠의 이용자들의 이용 만족과 불만족에 따른 회원 유지[2]와 탈퇴에 대한 연구>’, 한국디자인포럼, 17, 267-295. RISS 링크2

- 김명신. (2008). <아바타를 이용한 운세 콘텐츠 개발 연구: ‘애니타’ 개발과 시장적용을 중심으로>, 국민대 테크노디자인전문대학원 박사학위논문.

국민대 대학원에서 박사학위를 받은 전 태권도 국가대표 선수 문대성씨의 학위 논문이 표절한 것이라는 의혹이 2012년 3월에 제기 되었다. 이에 국민대는 2012년 4월 4일 연구윤리위원회를 열어 문대성씨의 박사학위를 철회하는 것을 검토한다고 하였다.

### 비상학생총회 4년만의 소집 요구, 24년만의 성사
2016년 11월 30일 오후 1시 40분경 국민대학교 대운동장에선 국민대학교 비상학생총회(이하 비상총회)가 성사됐다. 인원은 개회 당시 1,076명으로, 의장은 개회가 성사됨을 알렸다. 그리고 비상총회가 개회됨으로 <박근혜 정권 퇴진을 위한 국민대 결의안>은 회칙에 따라 의결됐다. 다만 의장 발언과 학생들의 자유 발언이 이어지면서 결의문 낭독 시엔 540여 명의 학우만 참석해 있었다.
이 비상총회에서 국민대 학생회 처음 성사된 것이라고 알렸다. 그래서 제1회라고 덧붙여 말하기도 했다. 물론 엄밀히 얘기해선 사실이 아니다. 이전에도 비상총회는 성사된 적이 있다. 다만 매우 오래전의 일이기에 자료가 소실돼 명맥이 끊긴 문제가 있었다.
맨 처음 학생총회는 71년에 성사됐다. 국민대 신문 보도에 따르면 천여 명이 참석했으며 학생들의 건의 내용이 총회의 주를 이뤘다. 선후배 관계를 원만히 하고 국민대생들의 단결을 원한다거나 서관에 도서 대출증을 만들고, 학교 버스운영 완화 등으로 당시 학생총회는 공청회의 의미를 지녔다고 볼 수 있다. 이후 1980년엔 비상계엄 즉각 해체, 유신헌법 철폐 등을 두고, 1985년에는 학생자치기구의 인정투쟁으로 등으로 비상총회를 성사시켰다. 그리고 87, 88년 91년에 지속해서 비상총회가 성사되다, 92년 학생총회 성사를 마지막으로 24년간 학생총회는 모두 무산됐다.
국민대 신문 보도에 따르면, 2000년, 2003년, 2004년에는 모두 등록금 관련 비상총회 소집 요구가 있었지만 참여 저조로 모두 무산됐다.
이후 2012년 5월 17일, 논문 표절로 드러난 문대성, 염동열 당선자에 대한 대응에서 비롯한 비상총회 소집 요구가 있었다. 하지만 국민대 신문 보도에 따르면 정족수 1천518명에 훨씬 못 미치는 67명으로 총회 개회는 무산됐다.
갑자기 비상총회 소집 요구가 발의된 이유는 동맹휴업에 있다. 전국대학생시국회의는 박근혜 퇴진 촉구를 위한 동맹휴업을 대학가에 제안했다. 이에 국민대 학생회는 21일 제29차 중앙운영위원회에서 논의했으며 그 결과 동맹휴업은 여건상 하지 않는 대신 총궐기와 범국민대회에 참여하고, 29일 학내 집회 개최로 논의됐다. 하지만 이후 29일 학내 집회는 30일 비상총회 소집으로 변경됐다.
이런 일정에 대해 이성훈 제48대 공감 부총학생회장은 “학생사회에서 동맹휴업이라는 개념은 조금 낯설다고 생각했다.”며 “그러므로 어느 정도 시간을 두고 준비해야 하는데, 여건상 조금 힘들다고 판단했다.”고 말했다. 이어 “동맹휴업은 아니지만, 그동안 잘 열리지 않았지만 중한 무게를 가지고 있는 비상총회 개최를 생각했다.”고 일정 변경 이유를 밝혔다.

### 북악가족한마당 기념행사 개최
2016년 10월 28일(금) 대운동장에서 학교 본부와 총학생회가 개교 70주년을 맞아 북악가족한마당 기념행사를 개최했다. 이 행사에는 정릉3동 주민자치위원회 위원장, 배밭골 위원장 등 지역사회와 관련된 여러 외빈이 참석했다.
개막식을 알리는 미디어 파사드의 주제는 “혁신의 70년, 국민*의 미래-변화, 기회, 도전”으로 학교의 설립부터 발전 과정까지 70년 역사를 되돌아보고 학교가 추구하는 인재상을 특수 기법을 통해 보여줌으로써 다 함께 앞으로 나아가자는 국민대의 의지와 열정을 표현했다. 행사를 총괄 기획한 김인준 학생처장은 “이번 미디어 파사드는 70년의 험로를 헤치고 세월을 달려온 과거의 모습을 돌아보고 학교의 상징인 쌍용이 여의주를 물고 승천하며 미래로 도약하는 모습을 담았다”며 “도전하는 국민*인을 외치며 모든 교내 구성원이 한마음으로 정진해 나아간다는 국민*인의 정신을 표현하고자 했다”고 기획 의도를 밝혔다.

## 기타

### 고양이
- 학교 캠퍼스에 고양이가 굉장히 많아졌다. 2015년 11월 '경상댁'의 새끼고양이 두 마리가 건물 4층 높이에서 떨어져 두 마리 중 한 마리가 숨졌다. 이 일을 계기로 '추어오'라는 고양이 동아리가 10여 마리의 길고양이들을 대상으로 고양이 중성화수술, 먹이, 집 등을 관리하며 보살피고 있다.[12] 사비와 외부 후원으로 운영되는 국민대 고양이 '추어오' 동아리는 국민대인과 길고양이 공생을 위한 환경 조성에 노력을 기울이기 위한 과정의 일환으로 '사람 음식,먹지 않아요- 주지 않아요', '간식, 국민대에서는 금지', '우리, 밖에서만 만나요', '장난감이 아닌, 생명', '아기묘, 유기묘', 'TNR 캠페인' 등의 캠페인을 진행하고 있다